# بییانوئبا د لس اینفانتس
بییانوئبا د لس اینفانتس (به اسپانیایی: Villanueva de los Infantes) یک شهرستان در اسپانیا است که در استان سیوداد رئال واقع شده‌است.

## خصوصیات
بییانوئبا د لس اینفانتس ۱۳۵٫۰۶ کیلومترمربع مساحت و ۵٬۷۲۷ نفر جمعیت دارد و ۸۸۰ متر بالاتر از سطح دریا واقع شده‌است.